# Rosa Parks
Rosa Parks rojena kot Rosa Louise McCauley, afroameriška šivilja in borka za človekove pravice, * 4. februar 1913, Tuskegee, Alabama, ZDA, † 24. oktober 2005, Detroit, Michigan, ZDA.
Parksova je najbolj znana po tem, da 1. decembra 1955 v mestu Montgomery v ameriški zvezni državi Alabama belcu ni hotela odstopiti sedeža na avtobusu. Praksa v tej takrat rasistični ameriški zvezni državi je bila, da so belci in črnci na avtobusu sedeli ločeno, črnci pa so smeli sedeti le v ozadju. Rosin protest se je končal z njeno aretacijo, njena zahteva po spoštovanju in enakosti pravic pa je prerasla v bojkot avtobusnega prometa v Montgomeryju. Bojkot, ki je začetek ameriškega gibanja za državljanske pravice, je vodil Martin Luther King.